# 巴拉杜
巴拉杜（法語：Baladou，法語發音：[baladu]）是法国洛特省的一个市镇，位于该省北部，属于古尔东区。

## 地理
巴拉杜（44°55'23"N, 1°33'21"E）面积15.74 平方千米，位于法国奧克西塔尼大區洛特省，该省份为法国西南部内陆省份，北起顺时针与科雷兹省、康塔爾省、阿韦龙省、塔恩-加龙省、洛特-加龍省和多尔多涅省接壤。
与巴拉杜接壤的市镇（或旧市镇、城区）包括：屈藏斯、克雷斯、拉沙佩勒欧扎克、马尔泰勒、迈拉克。

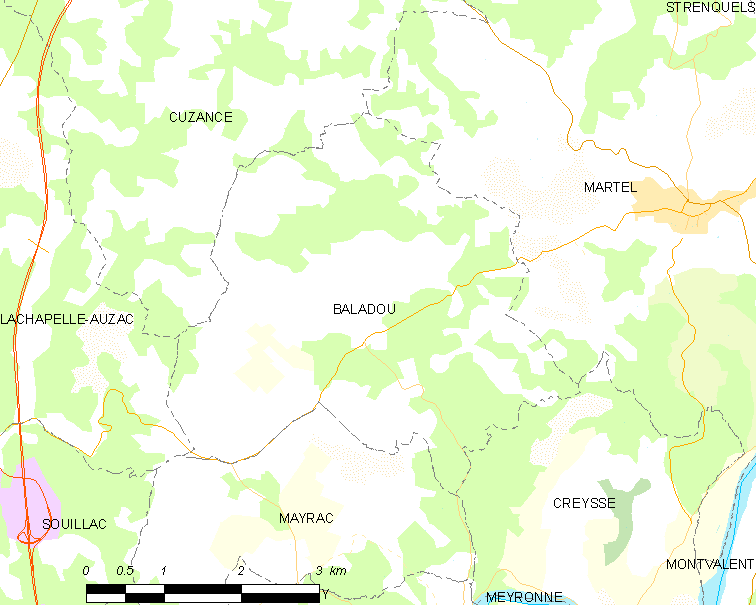
巴拉杜的OSM定位图

巴拉杜的时区为UTC+01:00、UTC+02:00（夏令时）。

## 行政
巴拉杜的邮政编码为46600，INSEE市镇编码为46016。

## 政治
巴拉杜所属的省级选区为马尔泰勒县。

## 人口

1962-2008年间巴拉杜人口变化图示

巴拉杜于2022年1月1日时的人口数量为391人。